# Zhongxin (köpinghuvudort i Kina, Heilongjiang Sheng, lat 47,68, long 125,33)
Zhongxin (kinesiska: 中心, 中心镇) är en köpinghuvudort i Kina. Den ligger i provinsen Heilongjiang, i den nordöstra delen av landet, omkring 240 kilometer nordväst om provinshuvudstaden Harbin. Antalet invånare är 44 288. Befolkningen består av 21 939 kvinnor och 22 349 män. Barn under 15 år utgör 14,0 %, vuxna 15-64 år 78 %, och äldre över 65 år 7,0 %.
Runt Zhongxin är det ganska tätbefolkat, med 120 invånare per kvadratkilometer. Zhongxin är det största samhället i trakten. Trakten runt Zhongxin består till största delen av jordbruksmark.
Genomsnittlig årsnederbörd är 855 millimeter. Den regnigaste månaden är juli, med i genomsnitt 288 mm nederbörd, och den torraste är januari, med 8 mm nederbörd.